# 芳垣祐介
芳垣 祐介（よしがき ゆうすけ、1973年11月17日 - ）は、日本の男性アニメーター、キャラクターデザイナー。神奈川県出身。

## 経歴
代々木アニメーション学院を1994年に卒業。今石洋之らとともにガイナックスへ入社する。初仕事は『新世紀エヴァンゲリオン』の動画であり、原画デビュー作は『スレイヤーズ NEXT』である。
のちに今石らがトリガーを設立した後は、同社の作品に参加している。
今石洋之は、自分たち同期入社の中で芳垣が一番絵がうまかったとしている。

## 参加作品

### テレビアニメ
1995年
- 新世紀エヴァンゲリオン (1995年 - 1996年：動画)

1996年
- スレイヤーズ NEXT (原画)
- VS騎士ラムネ＆40炎 (原画)

1997年
- マッハGoGoGo［新］（原画）　
- 勇者王ガオガイガー（1997年 - 1998年：原画）　
- バトルアスリーテス大運動会（1997年 - 1998年：原画）
- The Animated Series VAMPIRE HUNTER（原画）

1998年
- ロスト・ユニバース（原画）
- 彼氏彼女の事情（1998年 - 1999年：原画）
- ジェネレイターガウル（原画）　
- 小さな巨人ミクロマン（原画）　
- メダロット（原画）　
- 魔術士オーフェン Revenge（原画）

2000年
- フリクリ（2000年 - 2001年：原画）

2001年
- Hellsing（原画）　
- 魔法戦士リウイ（原画）　
- まほろまてぃっく（原画）　
- サクラ大戦　活動写真（原画）

2002年
- アベノ橋魔法☆商店街（原画）　
- 藍より青し（原画）
- アソボット戦記五九（2002年 - 2003年：原画）

2003年
- LAST EXILE（原画）　
- サブマリン707R（2003年 - 2004年：原画）OP

2004年
- DEAD LEAVES（原画）
- まかせてイルか!（原画）本編、OP
- トップをねらえ2!（2004年 - 2006年：原画）

2005年
- ワンピース　オマツリ男爵と秘密の島（原画）　
- シュガシュガルーン（2005年 - 2006年：原画）OP
- IGPX（2005年 - 2006年：原画）　

2007年
- 天元突破グレンラガン（作画監督、原画）
- REIDEEN（原画）　
- プリズム・アーク（原画）
- 東京マーブルチョコレート　全力少年（原画）
- 神霊狩/GHOST HOUND（2007年 - 2008年：原画）

2008年
- 俗・さよなら絶望先生（作画監督・原画・怪獣デザイン）
- ロザリオとバンパイア（原画）
- RD 潜脳調査室（原画）　
- 魔法遣いに大切なこと ～夏のソラ～（キャラクターデザイン、作画監督、作画）
- 屍姫　赫（作画監督、原画、第二原画）
- しゅごキャラ！！どきっ（原画）　
- ミチコとハッチン（原画）
- ヤッターマン（原画）

2009年
- 屍姫 玄（原画）
- 戦国BASARA（作画監督（共同）、原画）
- まほろまてぃっく特別編 ただいま◆おかえり（原画）
- FAIRY TAIL（2009年 - 2010年：原画）

2010年
- はなまる幼稚園（原画）
- Panty & Stocking with Garterbelt（設定、作画監督、原画、第二原画）

2011年
- これはゾンビですか?（原画）10話(芳垣佑介表記)
- ダンタリアンの書架（原画）

2012年
- ブラック★ロックシューター（キャラクターデザイン・総作画監督・小物デザイン、作画監督、第二原画）
- ソードアート・オンライン（第二原画）

2013年
- キルラキル -KILL la KILL- (ゲストキャラクターデザイン、作画監督（共同）、作画監督補佐、原画)

2014年
- 異能バトルは日常系のなかで (原画、第2原画)
- TERRA FORMARS アネックス1号編 (作画監督補佐（共同）、原画)

2016年
- 宇宙パトロールルル子 (キャラクターデザイン、総作画監督)

2017年
- リトルウィッチアカデミア (デザインワークス)

2020年
- BNA ビー・エヌ・エー (キャラクターデザイン、作画監督)

2024年
- ダンジョン飯 (作画監督)

### 劇場アニメ
2005年
- ツバサ・クロニクル　鳥カゴの国の姫君 (原画)

2009年
- 劇場版　天元突破グレンラガン　螺巌篇（原画）　

2011年
- 鋼の錬金術師 嘆きの丘（ミロス）の聖なる星（原画）　

2013年
- アニメミライ2013 若手アニメーター等人材育成事業 『リトル ウィッチ アカデミア（中堅原画）　
- SHORT PEACE 「GAMBO」(キャラクターデザイン・作画監督・作画)

2021年
- シン・エヴァンゲリオン劇場版（原画）

### OVA
- Re:キューティーハニー（2004年：原画）

### Webアニメ
- 日本アニメ（ーター）見本市 『電光超人グリッドマン』(2015年：キャラクターデザイン・原画）

### ゲーム
- NAMCO x CAPCOM（2005年：原画）PS2 OP